# Takács Ernő
Takács Ernő (Dorog, 1927. február 1. – 2012. január 12.) bányakutató-mérnök, a Miskolci Egyetem professzor emeritusa.

## Életútja, munkássága
Édesapja kovács volt a dorogi bányavállalatnál. Középiskolai tanulmányait bejáróként az Esztergomi Szentbenedekrendi Szent István Főgimnáziumban végezte. 
Tanulmányai 1944 decemberében a háborús események miatt megszakadtak. Katonaként Németországban amerikai hadifogságba került, ahonnan 1946 tavaszán szabadult. 
A nyolcadik osztályt magántanulóként fejezte be és szeptemberben a Budapesti Szent Imre Cisztercitarendi Gimnáziumban érettségizett. Ezt követően a Dorogi Szénbányák Kerületi Mérnökségén műszaki rajzolóként dolgozott. Egyetemi tanulmányait 1947 szeptemberétől Sopronban a József Nádor Műszaki Egyetem Bányamérnöki Karának akkor induló bányakutatómérnöki ágazatán kezdte meg. Diplomáját 1951 februárjában szerezte meg. Júniustól Kántás Károly tanszékvezető professzor állásajánlatát elfogadva – a bányamérnökképzés szükségessé vált szakosodása miatt akkor alapított – Geofizikai Tanszék tanársegédje lett. 
Fontos feladatokat kapott a beinduló geofizikusmérnök-képzés tananyagának, oktatási módszereinek kidolgozásában és a geofizikai módszerek  fejlesztésére irányuló kutatómunkában. Tagja lett annak a kutatócsoportnak, amelyik a tanszékvezető irányításával hazánkban bevezette a nagy mélységben levő földtani szerkezeteket kimutató, a naptevékenység által keltett földi elektromágneses teret felhasználó tellurikus mérést. Rövid idő alatt olyan eredmények születtek, hogy egy sikeres pekingi kiállítást és terepi mérést követően az 1956-59 között a Kínai Népköztársaságban szénhidrogén-tároló szerkezeteket kutató Kínai-magyar Geofizikai Expedíció a szeizmikus és Eötvös-inga mérések mellett a tellurikus méréseket is alkalmazta. A tellurikus kutatócsoport vezetője Takács Ernő volt. Az expedíció az Ordosz-fennsíkon, majd a mandzsúriai Sungliao-medencében több olyan szerkezetet mutatott ki, amelyek mélyfúrásokkal feltárva később jelentős olajtermelő mezőkké váltak.
A Bányamérnöki Kar – vele a Geofizikai Tanszék – 1959 nyarán Sopronból áttelepült Miskolcra. Takács Ernő hároméves expedíciós munka után szeptembertől itt folytatta oktató-kutatómunkáját. 1965-ben egyetemi docenssé, majd 1974-ben egyetemi tanárrá nevezték ki. 1996-tól professzor emeritus. A szokásos oktatási feladatok mellett az egymást követő tantervi reformok során belépő több tárgy tananyagának kidolgozása, írásban való összefoglalása – összesen 10 egyetemi jegyzet – hárult rá, mint például a geoelektromos kutatómódszerek, geofizikai adatfeldolgozás, bányászati geofizika. 
A kutatómunkában úttörő szerepe volt a földi elektromágneses tér hatékonyabb felhasználását jelentő magnetotellurika, majd a vele rokon, de mesterséges áramterű frekvencia-szondázások több változatának – felszíni mérés, bányabeli mérés, fúrás-felszíni mérés – hazai bevezetésében.  Műszer-, és módszerfejlesztést végzett a villamos távvezetékek és rádió-állomások elektromágneses tere földtani alkalmazására. „Magnetotellurikus módszerfejlesztési vizsgálatok és alkalmazásuk a geofizikai kutatásban” c. kandidátusi értekezését 1964-ben, „A földalatti, váltóáramú, elektromos dipólus térerőssége sajátságainak bányageofizikai célú vizsgálata” c. MTA doktori értekezését 1990-ben védte meg. A tudományos utánpótlás biztosítására tématerületén több aspiráns és doktorandusz témavezetését, számos értekezés bírálatát vállalta. Munka-tanulmányúton volt két-két hónapra a Freibergi Egyetemen (1961), a Lomonoszov Egyetemen (1963), a Liverpooli Egyetemen (1968) és hat hónapra a Kairói Egyetemen (1965).
Vezetői feladatai a Bányamérnöki Kar dékánhelyettese (1971-74) és  dékánjaként  (1974-77 és 1978-84), majd a Geofizikai Tanszék tanszékvezetőjeként (1984-1991) voltak.

## Szakmai közéleti tevékenység
- MTA Geofizikai Tudományos Bizottság, tag 1985-től, elnök 1993-99
- MTA Közgyűlésének doktor-képviselője, tag 1994-2000
- Miskolci Akadémia Bizottság geo-munkabizottság, elnök 1980-84
- Tudományos Minősítő Bizottság, majd MTA Doktori Tanácsa Földtudományi

Szakbizottság, tag 1980-2000
- Magyar Akkreditációs Bizottság Földtudományi Szakbizottság, tag 1994-97
- OTKA Földtudományi Zsűri, tag 1993-96
- Központi Földtani Hivatal, majd Magyar Geológiai Szolgálat Tudományos Tanácsa,

tag 1992- 2006
- Magyar Geofizikusok Egyesülete Tudományos Bizottság, tag 1974-99
- Magyar Geofizikusok Alapítvány Kuratóriuma, tag 1990-99
- Geofizikai Közlemények Szerkesztő Bizottsága, tag 1965-98

## Elismerései
- Kínai Népköztársaság Barátság Érdemérme, 1959
- Kiváló Nevelő Diploma, 1977
- Magyar Geofizikusok Egyesülete tiszteleti tag, 1980
- Munka Érdemrend ezüst és arany fokozat, 1978, 1984
- Signum Aureum Universitatis, 1985
- Bányász Szolgálati Érdemérem arany és gyémánt fokozata, 1976, 1988
- Magyar Geofizikusok Egyesülete Egyed László Emlékérem, 1988
- MTESZ Díj, 1992
- Miskolci Egyetem Tiszteletbeli Doktora, 1997
- Miskolci Egyetem Jubileumi Aranyérme, 1999
- Magyar Geofizikusok Egyesülete Eötvös Loránd Emlékérem, 1999
- Szent-Györgyi Albert Díj, 2002
- Akadémiai Díj, 2008

## Válogatás szakirodalmi munkásságából
- Takács E.: Eljárás tellurikus mérések adatainak feldolgozására a totális változások alapján (kínai nyelven). Diquiuwuli Kantan, 1960., 5. pp. 20–25.
- Csókás J., Takács E.: Magnetotellurische Messungen auf der Grossen Ungarischen Tiefebene. Freiberger Forschungshefte 1965., C 174. pp 83–90.
- Takács E.: Regisztrirujuscsij magnitometr dlja magnitotelluricseszkih izmerenij. Acta Techn. Acad. Sci. Hung. 1964., 47. 1-2. pp. 109–122.
- Takács E.: Anomalous Conductivity of the Upper Crust in the NW Foreground of the Bakony Mountains. Acta Geod. Geoph. et Mont. Acad Sci. Hung. 1968., 3. 1-2. pp. 155–160.
- Takács E.: Possibilities of Application of the Earth’s Electromagnetic Field  Impedance in the Geological Mapping of Hungary. Publ. of the Techn. Univ. for Heavy Ind. 1969., 28.pp. 175–191.
- Takács E.: The Role of the Vertical Pulsations of the Magnetic fields in Magnetotelluric Measurements. Acta Geod. Geoph. et Mont. Acad. Sci. Hung. 1971., 6. 1-2., pp. 99–110.
- Takács E.: Magnetotelluric Fields above Two-Dimensional, Two-Layered Buried Structures of Monocline and Syncline Character. Acta Geod. Geoph. et Mont. Acad. Sci. Hung. 1973., 8. 1-2.  pp. 229–233.
- Takács E.: Geoelektromos kutatómódszerek I. és II.. Tankönyvkiadó Bp, 1979. (208 o.) és 1981.(271 o.)
- Takács E., Egerszegi P.: Einige Experimente mit elektromagnetischen Verfahren bei der Klaerung tektonischer Probleme von Braunkohlenlagerstaetten. Freiberger Forschungshefte 1982., C 378.  pp. 99–108.
- Takács E.: In-Mine Frequency Sounding with a Buried Grounded Dipole Source. Geophysical Transactions 1988., 34. 4.  pp. 343–359.
- Takács E.: Comparison between Horizontal Magnetic and Vertical Electric Fields Due to a Vertical Electric Dipole Situated within a Coal Seam. Acta Geod. Geoph. et Mont. Acad. Sci. Hung. 1991., 26. 1-4.  pp. 339–350,
- Takács E., Hursán G.: A Nonconventional Geoelectric Method Using  Electromagnetic Field Generated by Steel-Casing Excitation. Extended Abstracts of the papers presented by CEMI at 68. Annual SEG Meeting, New Orleans, 1998.
- Takács E.,  Nagy Z., Ferenczy L.: Experiences Obtained with the First Use of the Frequency Sounding by Casing Pipe Excitation Method. Geosciences, Publ. of  the Univ. of Miskolc 2001., Ser.A., Mining 59.  pp. 153–190.
- Takács E., Pethő G., Szabó I.: Comparative Investigations about the Applicability of Current Density Pseudosections in the Interpretation of 2D VLF Vertical Magnetic Anomalies, Acta Geod. Geoph. Hung. 2003., 42. 2. pp. 127–146.
- Takács E., Pethő G.: Information-content of the Electric Bipole Source Frequency Sounding Curves in the Transition Zone. Acta Geod. Geoph. Hung. 2008., 43. 42. pp. 369–381.